# Duomyia marginalis
Duomyia marginalis är en tvåvingeart som beskrevs av Mcalpine 1973. Duomyia marginalis ingår i släktet Duomyia och familjen bredmunsflugor. Inga underarter finns listade i Catalogue of Life.